# Rita Christen

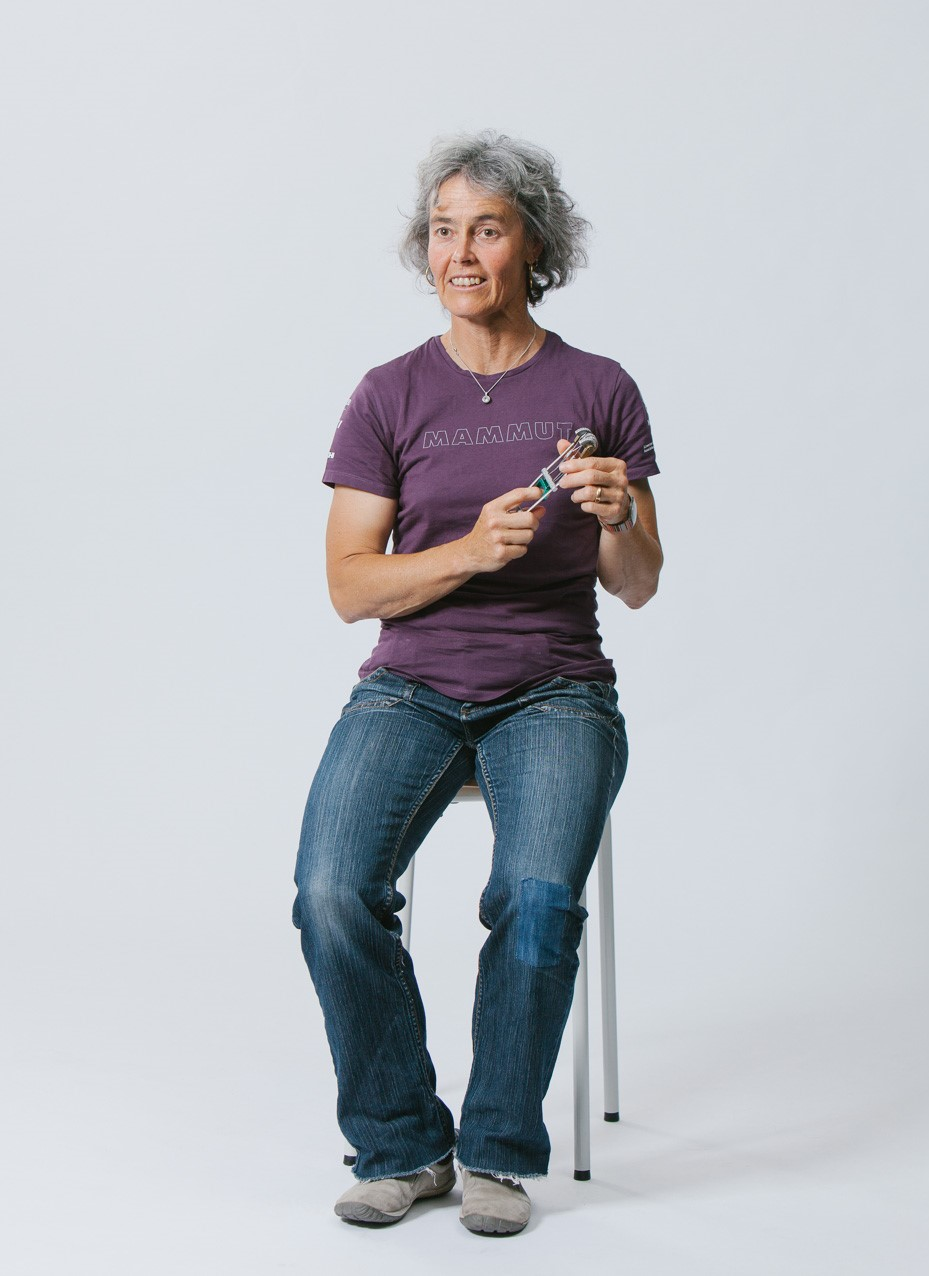
Rita Christen hält ein Sicherungsgerät zum Klettern in der Hand (2021)

Rita Christen (* 1968) ist eine Schweizer Bergführerin, Juristin und die erste Präsidentin des Schweizer Bergführerverbandes.

## Leben
Rita Christen wuchs im ausserrhodischen Urnäsch auf, am Fusse des Säntis. Ihr Vater war Direktor der Säntisbahn.
1992 schloss sie ein Studium in Rechtswissenschaften an der Universität in Freiburg ab. Als junge Frau reiste sie viel, durchquerte mit dem Velo Island und war länger allein in Alaska unterwegs. Zum Bergsteigen fand sie erst später. Mit ihrem Mann absolvierte sie gemeinsam die Bergführerausbildung. Ihr Diplom als Bergführerin erwarb sie im Jahr 1998 als zwölfte Frau. Aus ökologischen Gründen führt sie keine Touren und Kurse im Ausland.
Sie war tätig in der Leiterausbildung des Schweizer Alpen-Clubs (SAC) sowie bei Jugend und Sport (J+S). An der Fachhochschule Graubünden ist die Bergführerin und Juristin Lehrbeauftragte im «Alpinrecht». Die Fachgruppe «Expertisen bei Bergunfällen» leitet Rita Christen seit 2010 als geschäftsführende Präsidentin. Als Bergretterin ist sie Mitglied der Colonna d’agid Mustér. Weiter hat sie eine Ausbildung zur Yogalehrerin absolviert und gibt Yogakurse.
Im November 2020 wurde mit Rita Christen zum ersten Mal in der über 100-jährigen Geschichte des Berufsverbandes des Schweizer Bergführerverbands (SBV) eine Frau an die Spitze gewählt. Zu diesem Zeitpunkt gehörten dem Verband 42 Bergführerinnen und 1492 Bergführer an. Der Frauenanteil betrug damit knapp 3 Prozent.
Sie arbeitet zu rund 50 Prozent als Gerichtsschreiberin am Verwaltungsgericht Graubünden in Chur. 
Rita Christen ist verheiratet, Mutter von zwei Söhnen und wohnt in Disentis im Kanton Graubünden.